# Ramerupt
Ramerupt là một xã trong tỉnh Aube, thuộc vùng Grand Est của nước Pháp, có dân số là 357 người (thời điểm 1999). Trong xã là trụ sở hành chính của tổng Ramerupt.

## Thông tin nhân khẩu
| 1962 | 1968 | 1975 | 1982 | 1990 | 1999 |
| ---- | ---- | ---- | ---- | ---- | ---- |
| 368  | 370  | 329  | 362  | 347  | 357  |